# SS Keewatin
0 SS Keewatin é um navio de passageiros que já navegou entre Port Arthur / Fort William (agora Thunder Bay ) no Lago Superior e Port McNicoll na Baía Georgian ( Lago Huron ) em Ontário, Canadá. Ela transportou passageiros entre esses portos para o serviço de navios a vapor dos Grandes Lagos da Canadian Pacific Railway . Keewatin também transportava mercadorias de carga embaladas para a ferrovia nesses portos.
O Keewatin é um dos maiores navios a vapor remanescentes da era eduardiana deixados no mundo, junto com Nomadic e o navio a vapor TSS Earnslaw .TSS Earnslaw (1913), atualmente ainda operacional na Nova Zelândia.
o Keewatin é um transatlântico que, quando construído, media 3,856 toneladas brutas de registro (GRT) e 2,470 NRT . O navio tem um comprimento entre perpendiculares de 102,6 metros (336 ft 7 in) e uma boca de 13,3 metros (43 ft 8 in) com um calado de 23 pés 7 inches (7,2 m) . A embarcação era alimentada por quatro caldeiras escocesas movidas a carvão, cada uma 14 pés 1 inch (4,3 m) por 11 pés (3,4 m), fornecendo vapor para um motor a vapor de expansão quádrupla girando um parafuso criando Predefinição:Convert/hp nominal . Isso deu ao navio uma velocidade máxima de 16 nós (Predefinição:Convert/km/h mph)   e uma velocidade de cruzeiro de 14 nós (Predefinição:Convert/km/h mph) .
O navio tinha 108 cabines com beliches para 288 passageiros. A embarcação era tripulada por 86 oficiais e tripulantes.

## Construção e carreira
Construído pela Fairfield Shipbuilding and Engineering Company em Govan, Glasgow, Escócia como estaleiro número 453, Keewatin foi lançado em 6 de julho de 1907 e concluído em setembro.  O navio partiu em sua viagem inaugural atracando em Lévis, Quebec, para ser reduzido pela metade porque os canais abaixo do Lago Erie, especificamente o Canal Welland, não podiam suportar navios tão longos quanto Keewatin . O navio foi remontado em Buffalo, Nova York, onde retomou suas viagens por conta própria para começar o serviço em Owen Sound, Ontário.

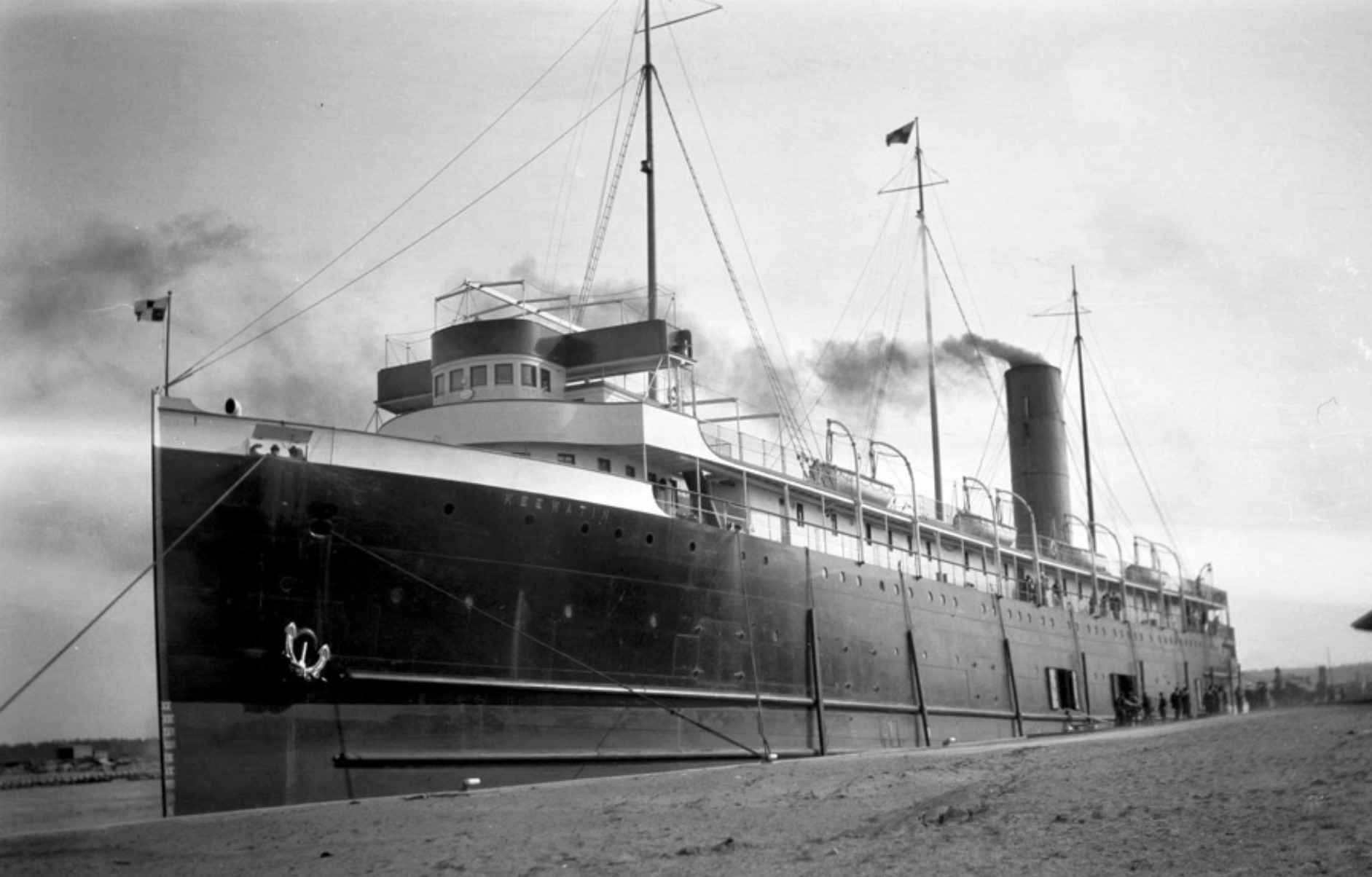
Keewatin na década de 1910

O Keewatin foi originalmente projetado para completar a ligação na rota continental da Canadian Pacific Railway . Ela e Assiniaboia se juntaram a outras três, Manitoba, Athabaska e Alberta (as duas últimas também construídas na Escócia). Ela serviu a esse propósito ligando o depósito de Owen Sound da Railroad ao Fort William Port Arthur no Lago Superior. Em 1912, Port McNicoll, Ontário, foi estabelecido como o novo 'super porto' e terminal ferroviário e os navios se mudaram para lá. Os navios levaram dois dias e meio para fazer a viagem em cada sentido, incluindo meio dia atravessando as eclusas de Soo . Port McNicoll era conhecido como a "Chicago do Norte" até que os trens e navios foram descontinuados em 1965 após a conclusão da Rodovia Trans Canada através do norte de Ontário, fazendo com que a cidade praticamente morresse, já que todos os empregos ferroviários e marítimos foram embora.
Nos últimos vinte anos de sua vida profissional, como muitos navios de passageiros daquela época nos Grandes Lagos, Keewatin e o navio irmão Assiniboia operaram sob regulamentos rigorosos impostos para navios a vapor com cabine de madeira após o desastre do Noronic em 1949. Condenados por suas cabines de madeira e superestrutura, esses cruzadores noturnos sobreviveram ao declínio do comércio de passageiros nos lagos nos anos pós-guerra. Como os passageiros optaram por modos de viagem mais confiáveis e rápidos, Keewatin e seu navio irmão foram retirados do comércio de passageiros em 1965, continuando no serviço somente de carga até setembro de 1967. Junto com South American e  Milwaukee Clipper, o Keewatin estava entre os últimos navios de passageiros noturnos do estilo da virada do século dos Grandes Lagos.
Keewatin funcionou quase continuamente até ser aposentado em 29 de novembro de 1965. Logo depois, ela foi adquirida para preservação histórica nos Estados Unidos. Seu navio irmão, Assiniboia, também deveria ser preservado como atração, mas queimou em 1971 e foi sucateado .

## Navio-museu
Depois de definhar por alguns anos, em janeiro de 1967, Keewatin foi comprado pelo empresário de West Michigan, Roland J. Peterson Sr. por $ 37.000, $ 2.000 a mais do que teria vendido como sucata. Chegou no rio Kalamazoo em Douglas, Michigan, em 27 de junho de 1967. O navio era conhecido como Keewatin Maritime Museum, permanentemente ancorado do outro lado do rio desde o retiro de verão Saugatuck, Michigan, de 1968 até sua realocação em 2012. Em julho de 2011, Keewatin foi comprado pela Skyline Marine e dragado do rio Kalamazoo com 1 milha (1,6 km) de comprimento, 10 pés (3,0 m) de profundidade, 50 pés (15 m) ampla escavação e canal dragado e mudou-se para a foz do rio e o lago Michigan em 4 de junho. Keewatin, tripulado com uma tripulação de dez pessoas, foi rebocado de volta ao Canadá e chegou a Port McNicoll em 23 de junho de 2012.

### Realocação
Em agosto de 2011, foi anunciado que a embarcação havia sido vendida para a Skyline International Developments Inc., e foi transferida de volta para seu porto de origem, Port McNicoll, Ontário, em 23 de junho de 2012, para restauração e exibição permanente como um museu marítimo. e instalações para eventos. Isso foi possível devido à cooperação dos funcionários locais e estaduais na obtenção de permissões e autorizações para dragar o porto onde Keewatin ficou por 45 anos para permitir que o navio fosse movido. Uma fundação sem fins lucrativos, a Fundação Diane e RJ Peterson Keewatin, foi formada para operar o navio e restaurá-lo. A Skyline Developments, uma corporação de capital aberto que estava reconstruindo os 12,000 acre(s)s (4,856 ha) Local de Port McNicoll, financiando o projeto.
Keewatin foi transferido do Lago Kalamazoo em 31 de maio de 2012 e atracado cerca de 1 milha (1,6 km) descendo o rio logo dentro do píer para manutenção contínua antes de entrar no Lago Michigan. A embarcação partiu de Saugatuck para o lago em 4 de junho de 2012, para continuar sua jornada para o norte até a cidade de Mackinaw . Lá Keewatin fez uma escala temporária antes da etapa final da viagem para Port McNicoll.
Em 23 de junho de 2012, uma celebração marcou o retorno ' Keewatin e o renascimento de uma nova comunidade planejada ao seu redor. Passaram-se 45 anos depois que Keewatin deixou Port McNicoll em 23 de junho de 1967 e 100 anos depois de 12 de maio de 1912, data em que o navio começou a operar no mesmo cais.
No final de 2017, foram discutidos planos para mover Keewatin para Midland, Ontário . Em março de 2018, ficou claro que Keewatin permaneceria em Port McNicoll por mais um verão, aguardando novas opções de realocação. Em 2019, a empresa de desenvolvimento CIM se comprometeu a incorporar Keewatin em um plano de redesenvolvimento no local de Port McNicoll; os planos previam que o navio permanecesse como um museu em um parque adjacente ao empreendimento proposto de uso misto (residencial e comercial). Mas em junho de 2020, a Skyline Investments (proprietária de Keewatin e propriedades de desenvolvimento vizinhas) indicou que a CIM havia inadimplente nos pagamentos da hipoteca, e, em vez disso, seguiria planos para doar o navio ao Museu Marinho dos Grandes Lagos em Kingston, Ontário. A oposição local à mudança de Port McNicoll foi intensa, e o destino de Keewatin permanece incerto.
O navio também se tornou um cenário para uma série de documentários marítimos e docudramas de televisão, incluindo assuntos envolvendo o transatlântico torpedeado RMS Lusitania, o navio de cruzeiro incendiado das Bahamas Yarmouth Castle, RMS Empress of Ireland Pacífico Canadense, bem como RMS Titanic . Ela também foi amplamente usada no episódio de abertura da sétima temporada de Murdoch Mysteries, "Murdoch Ahoy". Um documentário foi transmitido pela CBC Canada também foi feito chamado "Bring Her on Home".
No Brasil, um modelo do navio foi usado para fazer o SS Albatroz, um transatlântico fictício da novela O Tempo Não Para da Rede Globo, onde o navio bateu num iceberg na Patagônia e afundou de verdade. (Foi inspirado no naufrágio do RMS Titanic). O desgin do Albatroz é baseado no Keewatin.